# Série de potências
Uma série de potências é uma série que depende de um parâmetro {\displaystyle x}, da
seguinte forma:
{\displaystyle S(x)=\sum _{n=0}^{\infty }a_{n}(x-x_{0})^{n}}
o número {\displaystyle x_{0}}, a sequência {\displaystyle a_{n}} e o parâmetro {\displaystyle x} podem ser em geral números complexos. 
A convergência da série de potências depende da distância
entre {\displaystyle x} e {\displaystyle x_{0}} no plano complexo:
{\displaystyle |x-x_{0}|}
Essas séries de potências aparecem primariamente em análise, mas também ocorre em combinatória (sob o nome de funções geradoras) e em engenharia elétrica (sob o nome de  Transformada Z).

## História
O primeiro que usou séries e potências para resolver problemas foi Isaac Newton, em 1665.
Newton provou o teorema binomial:
{\displaystyle (1+x)^{r}=1+rx+{\frac {r(r-1)}{2!}}x^{2}+{\frac {r(r-1)(r-2)}{3!}}x^{3}+\ldots \,}
que era conhecido para valores naturais de r, e o generalizou para valores racionais, positivos ou negativos, de r.
Em seguida, Newton desenvolveu as séries de potências para seno, cosseno, tangente, arco seno, arco cosseno, arco tangente e a função {\displaystyle \ln(1+x)\,}.

## Série de Taylor
Uma função analítica num ponto {\displaystyle x_{0}} é uma função cujas derivadas de
qualquer ordem existem nesse ponto. Nesse caso a função pode ser representada
por uma série de potências convergente em {\displaystyle x_{0}}:
{\displaystyle f(x)=\sum _{n=0}^{\infty }a_{n}(x-x_{0})^{n}=a_{0}+a_{1}(x-x_{0})+a_{2}(x-x_{0})^{2}+\cdots }
as derivadas de {\displaystyle f} calculam-se derivando o termo dentro da série, por
exemplo, as duas primeiras derivadas são:
{\displaystyle {\begin{aligned}&f'(x)=\sum _{n=1}^{\infty }na_{n}(x-x_{0})^{n-1}=a_{1}+2a_{2}(x-x_{0})+3a_{3}(x-x_{0})^{2}+\cdots \\&f''(x)=\sum _{n=2}^{\infty }n(n-1)a_{n}(x-x_{0})^{n-2}=2a_{2}+6a_{3}(x-x_{0})+12a_{4}(x-x_{0})^{2}+\cdots \end{aligned}}}
Se substituirmos {\displaystyle x=x_{0}} nas séries para {\displaystyle f}, {\displaystyle f'} e {\displaystyle f''} vemos que:
{\displaystyle a_{0}=f(x_{0})\qquad a_{1}=f'(x_{0})\qquad 2a_{2}=f''(x_{0})}
em geral,
{\displaystyle n!a_{n}=f^{(n)}(x_{0})}
e a série de Taylor de {\displaystyle f} escreve-se:
{\displaystyle f(x)=\sum _{n=0}^{\infty }{\frac {f^{(n)}(x_{0})}{n!}}(x-x_{0})^{n}}
No caso particular {\displaystyle x_{0}=0} obtém-se a chamada série de Maclaurin.
Onde o raio de convergência da série é igual à distância entre {\displaystyle x_{0}} e
o ponto singular de {\displaystyle f} mais próximo.

## Algumas séries de Maclaurin importantes
- Série geométrica

{\displaystyle {\frac {1}{1-x}}=\sum _{n=0}^{\infty }x^{n}=1+x+x^{2}+x^{3}+\cdots }
```
 para x, em valor absoluto, menor que 1.
```

- Função exponencial

{\displaystyle e^{x}=\sum _{n=0}^{\infty }{\frac {x^{n}}{n!}}}
- Funções trigonométricas

{\displaystyle {\begin{aligned}&\sin \ x=\sum _{n=0}^{\infty }{\frac {(-1)^{n}}{(2n+1)!}}x^{2n+1}\\&\cos \ x=\sum _{n=0}^{\infty }{\frac {(-1)^{n}}{(2n)!}}x^{2n}\end{aligned}}}

## Método das séries
Consideremos a equação diferencial linear, homogênea de segunda ordem
{\displaystyle P(x)y''+Q(x)y'+R(x)y=0}
em que {\displaystyle P}, {\displaystyle Q} e {\displaystyle R} são polinômios. Muitos problemas de engenharia conduzem a equações dessa forma.
A partir do teorema de existência e unicidade para
equações lineares, vemos que os pontos singulares são as raízes do polinômio
{\displaystyle P(x)}. Se o ponto {\displaystyle x=0} não for raiz de {\displaystyle P(x)}, a solução da equação diferencial será uma função analítica em {\displaystyle x=0} e, portanto, existirá a série de Maclaurin para a solução {\displaystyle y(x)}:
{\displaystyle y(x)=\sum _{n=0}^{\infty }a_{n}x^{n}}
A obtenção da solução é equivalente à obtenção da sequência {\displaystyle a_{n}}. A equação
de diferenças que define a sequência {\displaystyle a_{n}} é obtida por substituição da
série de Maclaurin (e das suas derivadas) na equação diferencial.

### Equação de Airy
Um exemplo de uma equação linear muito simples que não pode ser resolvida
pelos métodos convencionais das equações diferenciais e que pode ser resolvida pelo método
das séries, é a equação de Airy:
{\displaystyle y''=xy}
O polinômio {\displaystyle P} é neste caso igual a 1, de maneira que a solução será
analítica em {\displaystyle x=0} e poderá ser escrita como uma série de Maclaurin:
{\displaystyle y(x)=\sum _{n=0}^{\infty }a_{n}x^{n}}
A segunda derivada é:
{\displaystyle y''(x)=\sum _{n=0}^{\infty }n(n-1)a_{n}x^{n-2}}
e substituindo na equação diferencial
{\displaystyle \sum _{n=0}^{\infty }n(n-1)a_{n}x^{n-2}-\sum _{n=0}^{\infty }a_{n}x^{n+1}=0}
para agrupar as duas séries numa única série de potências,
escrevemos a primeira série numa forma equivalente: podemos incrementar
em 3 unidades o índice {\displaystyle n}, dentro da série, se subtrairmos 3 aos
limites do somatório; a série resultante será idêntica à
série inicial
{\displaystyle \sum _{n=-3}^{\infty }(n+3)(n+2)a_{n+3}x^{n+1}-\sum _{n=0}^{\infty }a_{n}x^{n+1}=0}
Na primeira série os dois primeiros termos ({\displaystyle n=-3} e {\displaystyle n=-2}) são nulos e o
terceiro termo ({\displaystyle n=-1}) pode ser escrito explicitamente; a série resultante
começa desde {\displaystyle n=0}, podendo ser agrupada à segunda série:
{\displaystyle 2a_{2}+\sum _{n=0}^{\infty }[(n+3)(n+2)a_{n+3}-a_{n}]x^{n+1}=0}
no lado esquerdo da equação temos uma série de potências em que o coeficiente
de ordem zero é {\displaystyle 2a_{2}} e os coeficientes de ordem superior a zero são o
termo dentro dos parêntesis quadrados, com {\displaystyle n=0,1,2,\dots } Para que a série
de potências seja nula em qualquer ponto {\displaystyle x}, é necessário que todos os
coeficientes sejam nulos:
{\displaystyle 2a_{2}=0}
{\displaystyle \color {Blue}{(n+3)(n+2)a_{n+3}-a_{n}=0\qquad (n=0,1,2,\ldots )}}
Temos transformado o problema num problema de equações de diferenças.
A equação de diferenças obtida é uma equação incompleta, de
terceira ordem e a sua solução consiste em três sucessões
independentes para os coeficientes de ordem múltiplo de 3, múltiplo de
3 mais 1, e múltiplo de 3 mais 2.
Como {\displaystyle a_{2}=0}, os coeficientes de
ordem múltiplo de 3 mais 2 são todos nulos. Para obter as outras duas
sequências podemos usar o método estudado no capítulo anterior: para
{\displaystyle n=3m}, definindo {\displaystyle u_{m}=a_{3m}} obtemos:
{\displaystyle \color {Red}{9(m+1)(m+2/3)u_{m+1}-u_{m}=0}}
em termos de fatoriais e funções gama temos:
{\displaystyle (m+1)(m+2/3)={\frac {(m+1)!\Gamma (m+5/3)}{m!\Gamma (m+2/3)}}}
Usando a substituição:
{\displaystyle x_{m}=m!\Gamma (m+2/3)u_{m}}
a Equação transforma-se numa equação de coeficientes constantes:
{\displaystyle 9x_{m+1}-x_{m}=0}
A solução pode agora ser obtida facilmente:
{\displaystyle {\begin{aligned}&x_{m}&=&{\frac {x_{0}}{(-9)^{m}}}\\&a_{3m}&=&u_{m}={\frac {(-1)^{m}\Gamma (2/3)}{m!\Gamma (m+2/3)9^{m}}}a_{0}\end{aligned}}}
Para calcular a sequência correspondente a {\displaystyle n=3m+1}, procedemos em forma
semelhante. Em função de {\displaystyle v_{m}=a_{3m+1}}, a fórmula de recorrência
(Equação) é uma equação de primeira ordem:
{\displaystyle 9(m+1)(m+4/3)v_{m+1}-v_{m}=0}
e com a substituição
{\displaystyle z_{m}=m!\Gamma (m+4/3)v_{m}}
a equação transforma-se numa equação de coeficientes constantes:
{\displaystyle 9z_{m+1}-z_{m}=0}
com solução:
{\displaystyle {\begin{aligned}&z_{m}&=&{\frac {z_{0}}{(-9)^{m}}}\\&a_{3m+1}&=&v_{m}={\frac {(-1)^{m}\Gamma (4/3)a_{1}}{m!\Gamma (m+4/3)9^{m}}}\end{aligned}}}
Finalmente, substituimos {\displaystyle a_{n}} na série de Maclaurin para
obter a solução da equação diferencial:
{\displaystyle y(x)=a_{0}\sum _{m=0}^{\infty }{\frac {(-1)^{m}\Gamma (2/3)}{m!\Gamma (m+2/3)9^{m}}}x^{3m}+a_{1}x\sum _{m=0}^{\infty }{\frac {(-1)^{m}\Gamma (4/3)}{m!\Gamma (m+4/3)9^{m}}}x^{3m}}
onde {\displaystyle a_{0}} e {\displaystyle a_{1}} são duas constantes arbitrárias (condições iniciais
para {\displaystyle y} e {\displaystyle y'} em {\displaystyle x=0}). Em alguns casos as séries obtidas podem ser identificadas como a série de Maclaurin de alguma função conhecida.
Neste
exemplo as séries não correspondem a nenhuma função conhecida, e constituem
duas funções especiais designadas funções de Airy.

## Raio de convergência
Se a distância for suficientemente aproximada a zero, a série converge
({\displaystyle a_{0}} é o valor da série quando {\displaystyle x=x_{0}}); quanto maior for a distância mais lenta será a convergência, até que a partir de uma certa distância a
série diverge. O valor máximo da distância para o qual a série converge, é o
chamado raio de convergência ({\displaystyle R}) e calcula-se a partir de:
{\displaystyle \lim _{n\rightarrow \infty }{\frac {a_{n+1}R^{n+1}}{a_{n}R^{n}}}=1\quad \Rightarrow \quad R=\lim _{n\rightarrow \infty }{\frac {a_{n}}{a_{n+1}}}}